# Långasjömåla

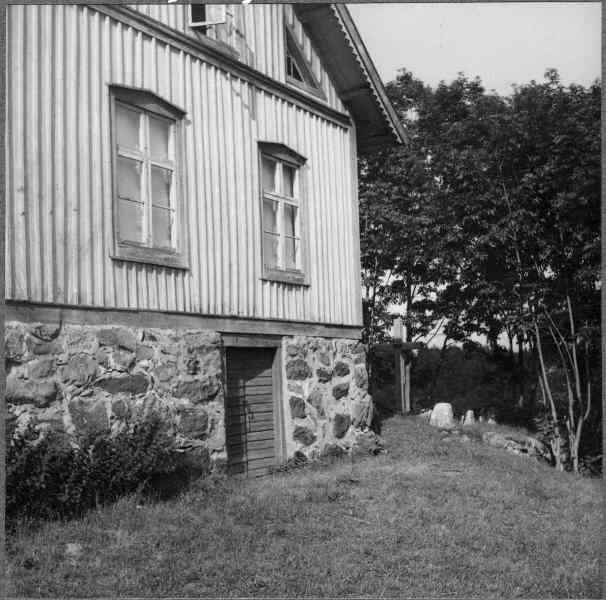
Långsjömåla kapellplats

Långasjömåla är en by sydost om Häradsbäck i Härlunda socken, Älmhults kommun, Kronobergs län. I byn finns tre gårdar, två hus och ett fritidshus.